# Bahnstrecke Ludwigshafen–Meckenheim
| |                                |                                   |                                   |
| Streckennummer: | 3414                           |                                   |                                   |
| Kursbuchstrecke: | 279b (1946, 1944), 243b (1939) |                                   |                                   |
| Streckenlänge: | 18,84 km                       |                                   |                                   |
| Spurweite: | 1000 mm (Meterspur)            |                                   |                                   |
| Maximale Neigung: | 12 ‰                           |                                   |                                   |
| Minimaler Radius: | 70 m                           |                                   |                                   |
| Streckengeschwindigkeit: | 15 km/h                        |                                   |                                   |
| |                                |                                   |                                   |
| \| \| \| von Frankenthal \| \| \| \| 0,0 \| Ludwigshafen Bahnhof \| Ludwigshafen Bahnhof \| \| \| \| Straßenbahn, ab 1902 \| \| \| \| \| Straßenbahn, ab 1902 \| \| \| \| 0,9 \| Ludwigshafen Brücke bis 1930 \| Ludwigshafen Brücke bis 1930 \| \| \| \| von Mannheim \| \| \| \| 1,2 \| Ludwigshafen Bleichstraße ab 1930 \| Ludwigshafen Bleichstraße ab 1930 \| \| \| 1,7 \| Ludwigshafen Schützenhaus \| Ludwigshafen Schützenhaus \| \| \| 3,x \| Mundenheim Königstraße bis 1929 \| Mundenheim Königstraße bis 1929 \| \| \| \| Straßenbahn von Rheingönheim \| \| \| \| 3,x \| Mundenheim Schwanen \| Mundenheim Schwanen \| \| \| 3,x \| Mundenheim kl. Kreuz \| Mundenheim kl. Kreuz \| \| \| \| nach Kaiserslautern \| \| \| \| 4,3 \| Mundenheim Station \| Mundenheim Station \| \| \| 5,8 \| Mundenheim Hochfeld \| Mundenheim Hochfeld \| \| \| 6,0 \| Mundenheim Schießhaus \| Mundenheim Schießhaus \| \| \| 7,0 \| Maudach Ort \| Maudach Ort \| \| \| 7,5 \| Maudach Haltestelle \| Maudach Haltestelle \| \| \| 9,7 \| Mutterstadt Ort \| Mutterstadt Ort \| \| \| 10,? \| Mutterstadt Haltestelle \| Mutterstadt Haltestelle \| \| \| 13,2 \| Dannstadt (Pfalz)[1] \| Dannstadt (Pfalz)[1] \| \| \| 15,3 \| Assenheim \| Assenheim \| \| \| 16,5 \| Hochdorf \| Hochdorf \| \| \| 18,8 \| Meckenheim \| Meckenheim \| |                                |                                   |                                   |
| Strecke (außer Betrieb) |                                | von Frankenthal                   | von Frankenthal                   |
| Bahnhof (Strecke außer Betrieb) | 0,0                            | Ludwigshafen Bahnhof              | Ludwigshafen Bahnhof              |
| Abzweig geradeaus und von rechts (Strecke außer Betrieb) |                                | Straßenbahn, ab 1902              | Straßenbahn, ab 1902              |
| Abzweig geradeaus und nach links (Strecke außer Betrieb) |                                | Straßenbahn, ab 1902              | Straßenbahn, ab 1902              |
| Bahnhof (Strecke außer Betrieb) | 0,9                            | Ludwigshafen Brücke bis 1930      | Ludwigshafen Brücke bis 1930      |
| Kreuzung geradeaus unten (Strecke geradeaus außer Betrieb) |                                | von Mannheim                      | von Mannheim                      |
| Haltepunkt / Haltestelle (Strecke außer Betrieb) | 1,2                            | Ludwigshafen Bleichstraße ab 1930 | Ludwigshafen Bleichstraße ab 1930 |
| Bahnhof (Strecke außer Betrieb) | 1,7                            | Ludwigshafen Schützenhaus         | Ludwigshafen Schützenhaus         |
| Haltepunkt / Haltestelle (Strecke außer Betrieb) | 3,x                            | Mundenheim Königstraße bis 1929   | Mundenheim Königstraße bis 1929   |
| Kreuzung (Strecke geradeaus außer Betrieb) |                                | Straßenbahn von Rheingönheim      | Straßenbahn von Rheingönheim      |
| Haltepunkt / Haltestelle (Strecke außer Betrieb) | 3,x                            | Mundenheim Schwanen               | Mundenheim Schwanen               |
| Haltepunkt / Haltestelle (Strecke außer Betrieb) | 3,x                            | Mundenheim kl. Kreuz              | Mundenheim kl. Kreuz              |
| Kreuzung (Strecke geradeaus außer Betrieb) |                                | nach Kaiserslautern               | nach Kaiserslautern               |
| Bahnhof (Strecke außer Betrieb) | 4,3                            | Mundenheim Station                | Mundenheim Station                |
| Haltepunkt / Haltestelle (Strecke außer Betrieb) | 5,8                            | Mundenheim Hochfeld               | Mundenheim Hochfeld               |
| Haltepunkt / Haltestelle (Strecke außer Betrieb) | 6,0                            | Mundenheim Schießhaus             | Mundenheim Schießhaus             |
| Haltepunkt / Haltestelle (Strecke außer Betrieb) | 7,0                            | Maudach Ort                       | Maudach Ort                       |
| Bahnhof (Strecke außer Betrieb) | 7,5                            | Maudach Haltestelle               | Maudach Haltestelle               |
| Bahnhof (Strecke außer Betrieb) | 9,7                            | Mutterstadt Ort                   | Mutterstadt Ort                   |
| Haltepunkt / Haltestelle (Strecke außer Betrieb) | 10,?                           | Mutterstadt Haltestelle           | Mutterstadt Haltestelle           |
| Bahnhof (Strecke außer Betrieb) | 13,2                           | Dannstadt (Pfalz)                 | Dannstadt (Pfalz)                 |
| Bahnhof (Strecke außer Betrieb) | 15,3                           | Assenheim                         | Assenheim                         |
| Haltepunkt / Haltestelle (Strecke außer Betrieb) | 16,5                           | Hochdorf                          | Hochdorf                          |
| Kopfbahnhof Streckenende (Strecke außer Betrieb) | 18,8                           | Meckenheim                        | Meckenheim                        |

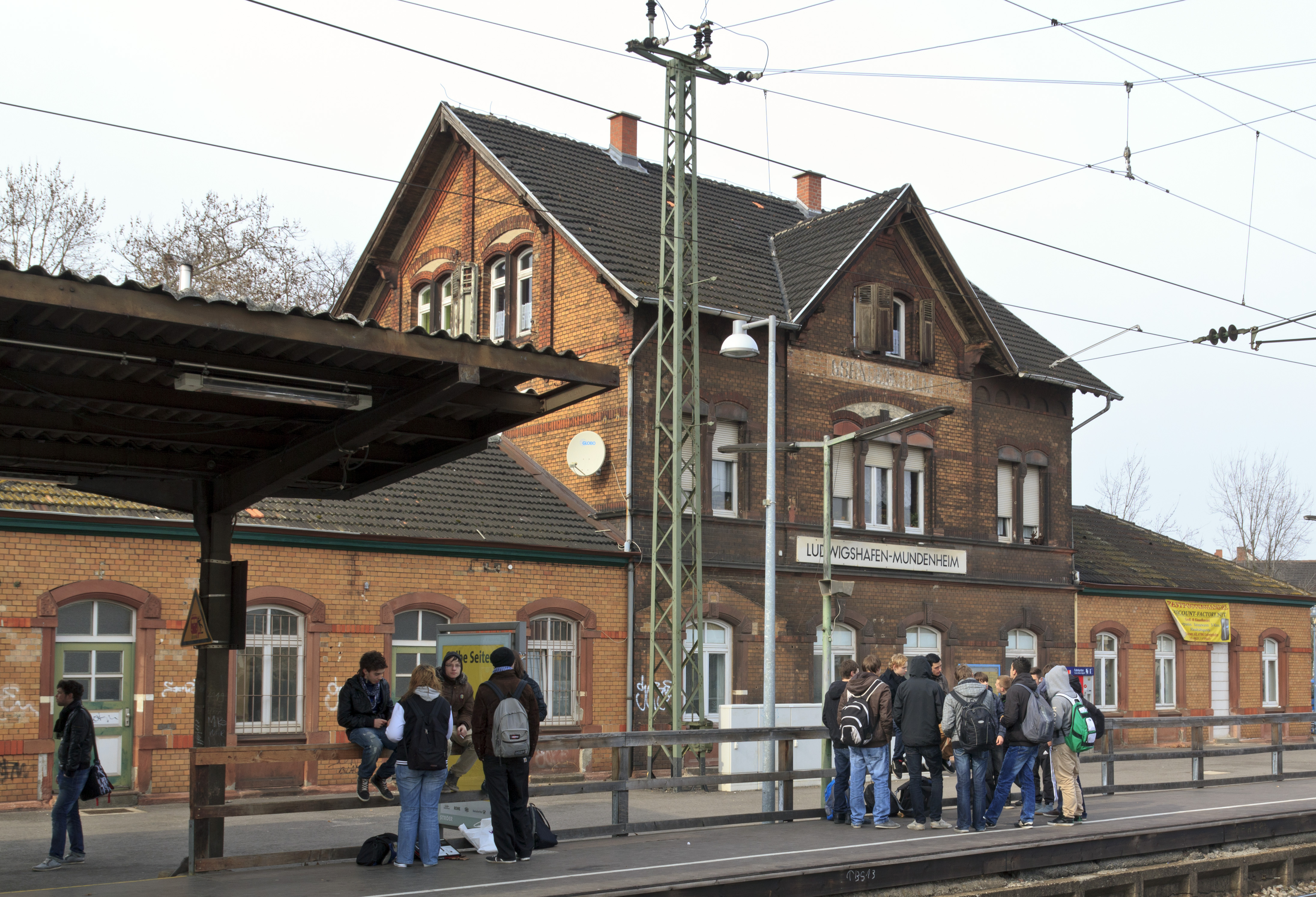
Bahnhof Mundenheim

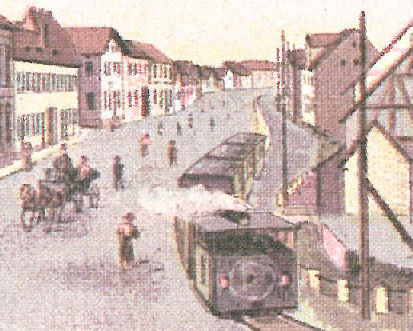
Feuriger Elias in Mutterstadt

Die Bahnstrecke Ludwigshafen–Meckenheim war eine eingleisige, meterspurige Lokalbahn, die Ludwigshafen am Rhein mit Meckenheim in der Pfalz verband und auch Feuriger Elias genannt wurde. Sie war Teil der Ludwigshafener Lokalbahnen, zu denen auch noch die Bahnstrecken Ludwigshafen–Frankenthal und Frankenthal–Großkarlbach gehörten.

## Geschichte
Die rasch wachsende Stadt Ludwigshafen mit ihrer expandierenden Industrie führte Ende des 19. Jahrhunderts zu steigenden Verkehrsbedürfnissen in das Umland, die die Pfalzbahn zum Bau mehrerer meterspuriger Strecken in das Umland veranlassten. Die Pfalzbahn hatte beim Bau allerdings auch das Interesse, Konkurrenten wie den ebenfalls interessierten Eisenbahnunternehmer Hermann Bachstein fernzuhalten.
Die Vorplanungen für die Strecken Ludwigshafen–Dannstadt und Ludwigshafen–Frankenthal waren 1887 abgeschlossen. 1888 wurden die Strecken durch die Bayerische Staatsregierung genehmigt, 1889 wurden die Grundstücke gekauft und im Frühjahr 1890 mit dem Bau begonnen. Die Strecken sollten überwiegend dem Arbeiterverkehr dienen und benutzten daher großenteils die vorhandenen Straßen und führten mitten durch die Ortschaften. Es gab langwierige Auseinandersetzungen, in welcher Form die Gleisanlagen in die Straße eingebettet oder an ihr entlanggeführt werden sollten. Auch darüber, ob eine Dampfstraßenbahn einer aufstrebenden Stadt wie Ludwigshafen angemessen wäre, wurde diskutiert, eine Diskussion, die sogar den Rücktritt des Ludwigshafener Bürgermeisters zur Folge hatte. Währenddessen standen die Wagen, die in der Waggonfabrik Ludwigshafen gebaut worden waren, schon im August 1889 bereit. Am 15. Oktober 1890 wurden beide Strecken eröffnet. Es wurde hervorgehoben, dass die geplanten Baukosten unterschritten wurden. Die Strecken waren am Hauptbahnhof miteinander verbunden, gemeinsames Betriebswerk war Ludwigshafen Depot. Durchgehende Züge Dannstadt–Frankenthal gab es aber nicht.
1900 wurde der Bahnhof Ludwigshafen Brücke, der bisher nur über ein Ausweichgleis im Straßenraum verfügte, mit zwei weiteren Aufstellgleisen ausgebaut, damit Züge aus Richtung Mundenheim hier enden konnten und nicht durch die Stadt fahren mussten. Nach Eröffnung der Straßenbahn nach Mannheim 1902 stiegen viele Fahrgäste hier in die Straßenbahn nach Mannheim oder andere Ortsteile von Ludwigshafen um. Auch ein Gleis für Milchwagen wurde errichtet. Die Strecke Ludwigshafen Brücke–Hauptbahnhof wurde von Straßenbahn und Lokalbahn gemeinsam befahren.
In Mundenheim fand seit 1900 auch der Güterumschlag statt, sodass außer den Milchwagen keine Güterwagen bis nach Ludwigshafen mitgeführt wurden. Von Dannstadt wurde die Strecke am 1. März 1911 nach Meckenheim verlängert. Vorausgegangen waren Bemühungen der Gemeinde Meckenheim und eines Eisenbahn-Komitees seit 1890. Erst als 1909 eine Eingabe an den Prinzen Ludwig gemacht worden war, wurde die Genehmigung staatlicherseits vorangetrieben. Die Gemeinden mussten nicht nur Grund und Boden für die Strecke, sondern auch Grundflächen für die Gewinnung von Bahnbaumaterialien bereitstellen, sowie alle nötigen Zufahrtswege selber anlegen. Die Verlängerung nach Meckenheim wurde im Gegensatz zu den bisherigen Strecken überwiegend auf eigenem Bahnkörper angelegt.
Die Pfalzbahn wurde als letzte große Privatbahn am 1. April 1909 verstaatlicht und ging damit in den Königlich Bayerischen Staats-Eisenbahnen auf.
Der Fahrplan sah 1911 neun (feiertags sieben) Zugpaare über die ganze Strecke, zwei weitere bis Dannstadt und vier Zugpaare Ludwigshafen–Mundenheim vor. Zusätzlich gab es zwei Bedarfsgüterzüge.
1912 wurden Verhandlungen über eine Verpachtung oder den Verkauf der Strecken an die Rhein-Haardtbahn GmbH aufgenommen, sie kamen jedoch nicht so recht voran. Nach dem Ersten Weltkrieg machte die Eisenbahndirektion in Ludwigshafen 1918 ein Verkaufsangebot an die Städte Ludwigshafen am Rhein und Frankenthal. Diese wiederum ließen ein eigenes Gutachten erstellen. Schon damals war die Einstellung der Strecke durch Ludwigshafen und die Elektrifizierung der restlichen Strecken geplant. 1920 erfolgte ein erneutes Kaufangebot der Reichsbahn. Bis 1929 wurde verhandelt, ohne zu einem Ergebnis zu kommen.
Durch die zunehmende Bedeutung der Straßenbahn ging der Verkehr in Ludwigshafen zurück. 1928 wurde der Bahnhof Ludwigstraße (Brücke) abgerissen, der Endpunkt vieler Züge gewesen war, und durch eine Ausweiche an gleicher Stelle ersetzt. Am 12. Juni 1933 wurde der Verkehr zwischen Ludwigshafen und Mundenheim ganz eingestellt, nachdem seit 1930 nur noch ein bis zwei Zugpaare gefahren waren. Die Züge begannen und endeten seitdem in Mundenheim; damit entfiel auch die höhengleiche Gleiskreuzung in Mundenheim.
Mit dem Sommerfahrplan 1939 wurde der Bahnhof Maudach in Ludwigshafen-Maudach umbezeichnet. Zum 2. August 1943 wurden die bis dahin in Meckenheim stationierten Lokomotiven nach Ludwigshafen-Mundenheim abgezogen und der Lokomotivbahnhof Meckenheim aufgehoben.
Am 3. Oktober 1955 wurde der Personenverkehr auf der Strecke eingestellt, am 24. Dezember, nach Ende der Rübensaison, auch der Güterverkehr.

## Verkehr
Im Eröffnungsjahr verkehrten acht Zugpaare. Anschluss in Ludwigshafen an die Züge der jeweils anderen Strecke gab es nicht, teilweise verkehrten die Züge von Mundenheim über den Bahnhof hinaus bis Anilinfabrik. Da es dort kein Umsetzgleis gab, musste eine zweite Lok den Zug von dort wieder abholen. 1901 verkehrten 12 Züge nach Mundenheim, 14 Züge kamen von Mundenheim. Sie hatten meist elf, am Morgen bis zu 16 Wagen.
Alle Züge führten die 2. und die 3. Wagenklasse. Toiletten gab es 1910 nicht. Ein Wagen der 3. Klasse wurde als Frauenwagen geführt. Alle Personenwagen verfügten über Spindel- und Körtingbremsen sowie eine Dampfheizung.
1913 beförderte man 1.560.000 Fahrgäste, 1915 1.171.000. Davon wurden mehr als 1,2 Millionen im Arbeiter- und Schülerverkehr befördert, nur 13 Prozent der Reisenden bezahlten den vollen Fahrpreis. Rund 32.000 Tonnen Güter wurden befördert. 1916 benutzten 1,25 Millionen Fahrgäste die Bahn.
Ab 1930 verkehrten zwischen Mundenheim und Ludwigshafen werktags nur noch zwei Zugpaare, sonntags nur eines.
Ansonsten hielt sich die Zahl über die Jahre recht konstant: 1944 verkehrten auf dem Reststück werktags neun und sonntags sechs Zugpaare. Nach dem Zweiten Weltkrieg gab es aber ab 1947 Einschränkungen im Fahrplan, und auch die Fahrzeiten verschlechterten sich, sodass die Busfahrt, trotz höherer Fahrpreise, zunehmend attraktiver wurde, da der Bus nur die halbe Fahrzeit nach Ludwigshafen brauchte. 1947 war die Zahl der täglichen Fahrgäste von einst 4000 auf 1800 zurückgegangen. Jährlich lief ein Defizit von 440.000 D-Mark auf.
Im Güterverkehr war auch auf dieser Strecke, wie auf der nach Frankenthal, der Zuckerrübenverkehr bedeutend. Etwa 12.000 Tonnen wurden pro Jahr abgefahren.

## Fahrzeuge

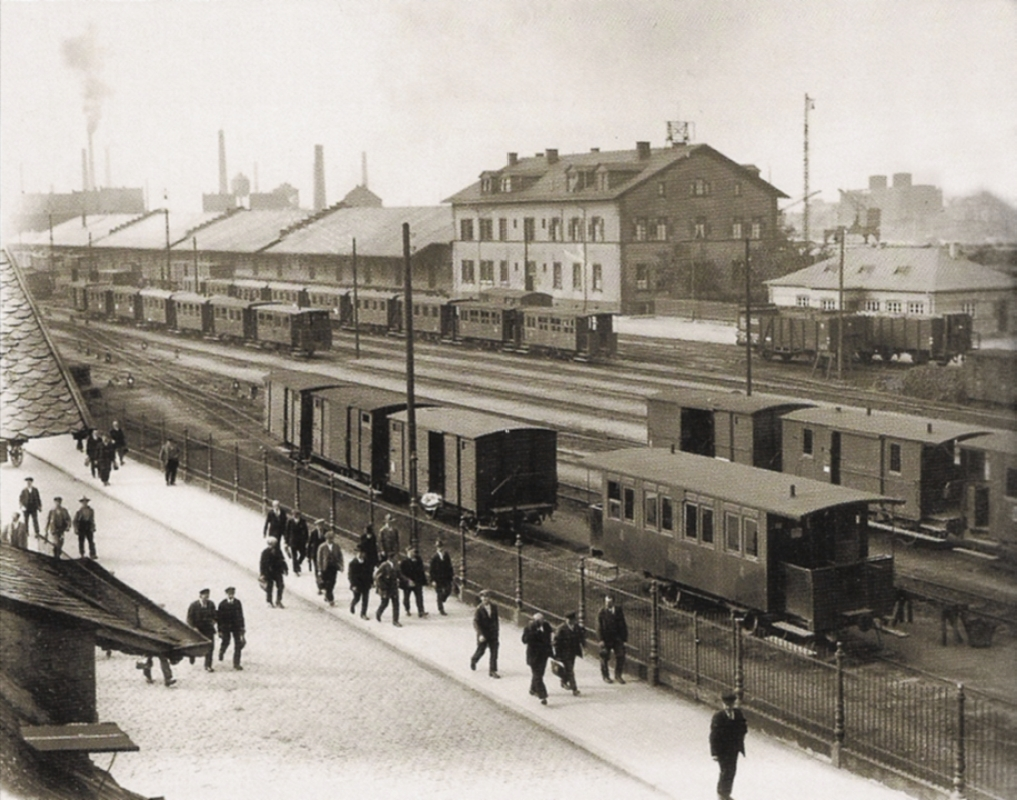
Betriebsbahnhof Ludwigshafen

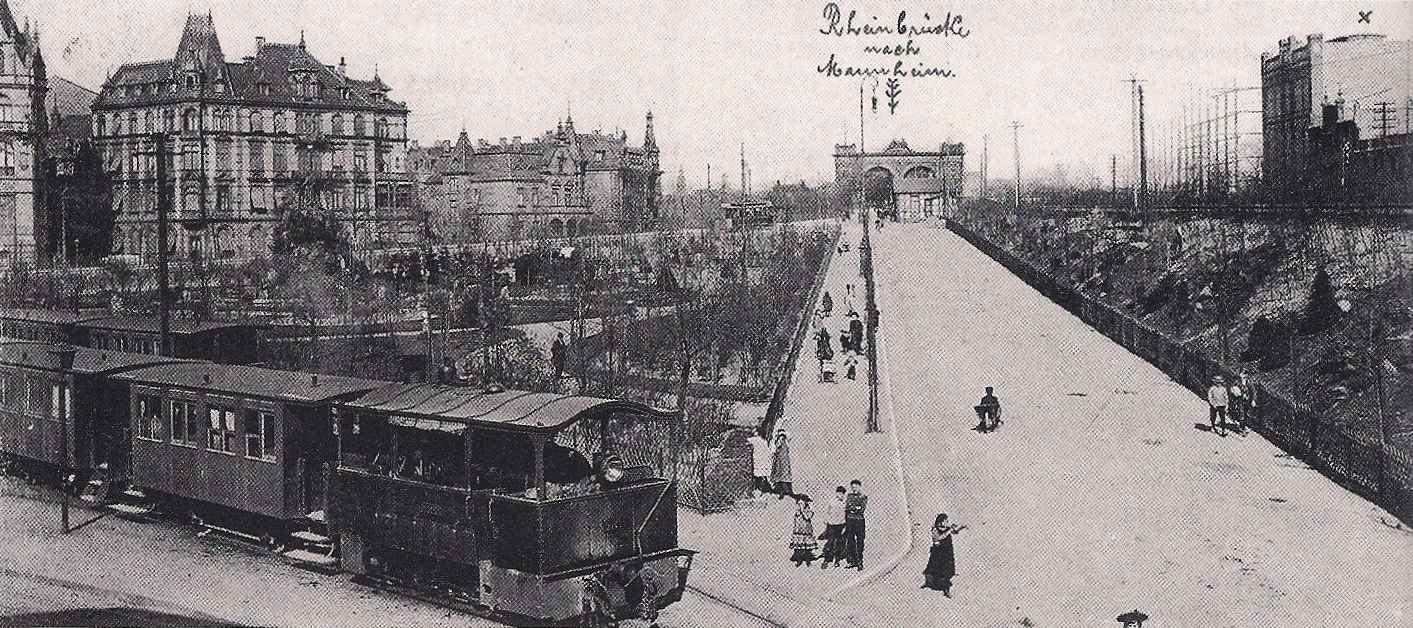
Lok Friesenheim im Kleinbahnhof Ludwigshafen Brücke

Lokalbahnhof Dannstadt, von alter Ansichtskarte

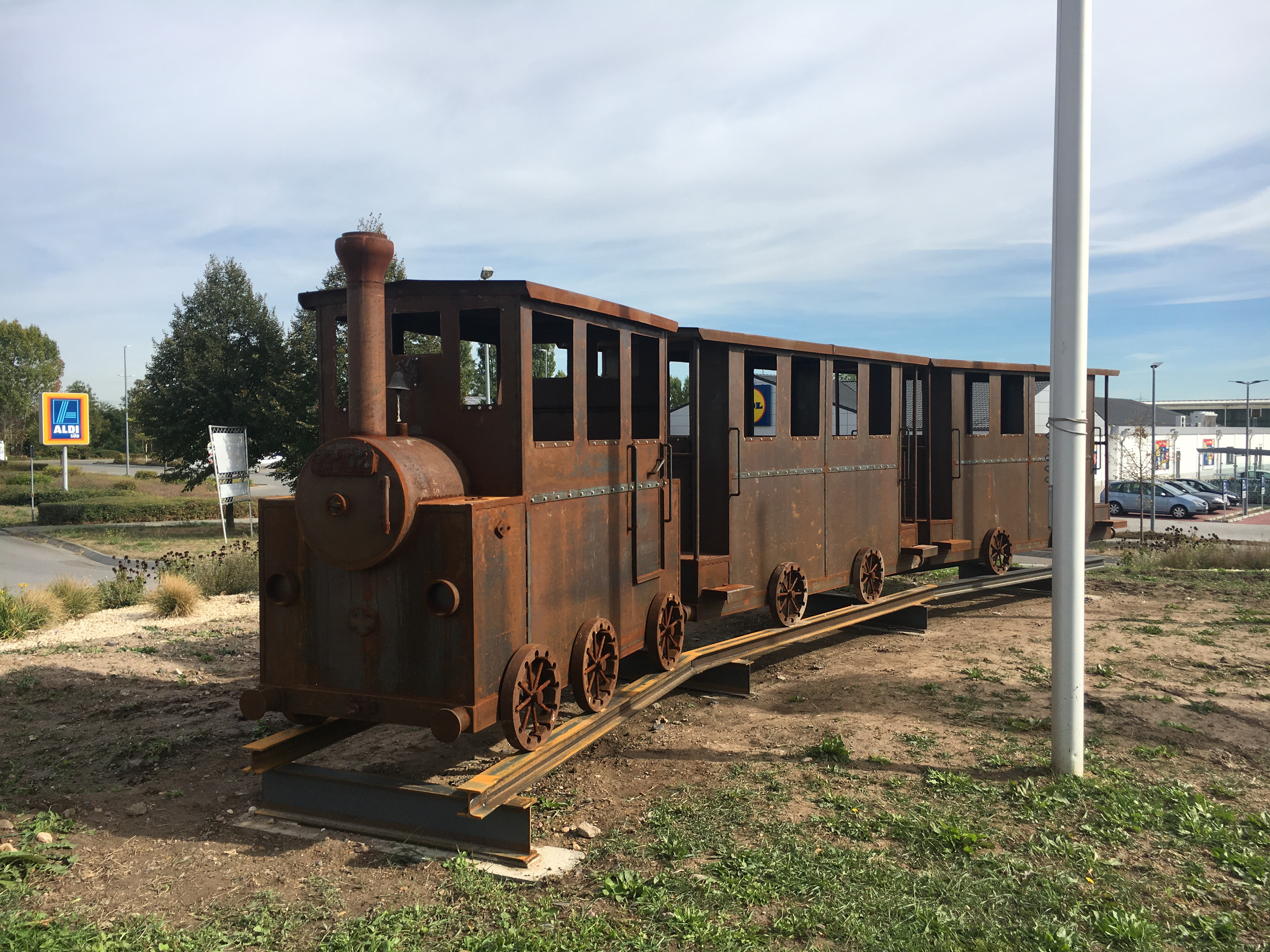
Das von Walter Brauchler aus Stahlblechen hergestellte, künstlerisch leicht verfremdete Modell eines Zuges der ehemaligen Lokalbahn Mundenheim – Meckenheim auf dem Kreisverkehr Riedstraße/Ludwigshafener Straße in Dannstadt.

Der Anfangsbestand der beiden Ludwigshafener Bahnen waren sieben Lokomotiven der späteren Baureihe L 1. Sie waren in Ludwigshafen Depot, Dannstadt und Frankenthal stationiert, ab 1911 auch in Meckenheim. In Mundenheim wurde nach Stilllegung der Strecke in Ludwigshafen 1933 ein neuer Lokschuppen errichtet. In Dannstadt und Meckenheim waren die Loks auch nach der Stilllegung der Strecken in Ludwigshafen 1933 untergebracht. Aus Anlass der Verlängerung der Strecke und aufgrund des wachsenden Verkehrs wurden mehrfach Lokomotiven nachgebaut, die letzte 1910. 1913 waren insgesamt 13 Dampflokomotiven vorhanden. Die Lokomotiven kamen durch Untersuchungen und Reparaturen auf dem ganzen Netz herum. Ab 1923 wurden noch drei modernere Lokomotiven der Pfälzischen Pts 3/3 H beschafft. 1948 waren noch zwei L1 und drei Pts 3/3 H auf der Strecke stationiert.
1896 wurden schon Versuche mit einem Benzoltriebwagen gemacht. Näheres ist leider nicht bekannt. 1896 wurde eine Gaslokomotive erprobt.
1896 wurde auch der Betrieb mit zwei zweiachsigen Akkutriebwagen der Firma Kummer & Cie in Niedersedlitz bei Dresden mit 16 Sitz- und 16 Stehplätzen auf. Die Motorleistung betrug zwölf Pferdestärken. Diese wurden 1898 durch zwei vierachsige Exemplare der Mainzer Waggonfabrik Gebrüder Gastell ersetzt. Diese Triebwagen wurden für 22 Zwischenfahrten auf der Strecke nach Mundenheim eingesetzt. Der parallele Bau einer Straßenbahn nach Mundenheim machte die Triebwagen überflüssig. 1904 wurden die Triebwagen zu normalen Personenwagen umgebaut.
1953 wurden noch einmal drei neue Diesellokomotiven der Baureihe V 29 beschafft. Sie bewährten sich im normalen Verkehr, sodass der Großteil der Dampflokomotiven abgegeben beziehungsweise abgestellt werden konnte. Sie hatten aber den großen Nachteil, dass sie über keine Dampfheizeinrichtung verfügten, sodass auch weiterhin Dampflokomotiven für den Personenverkehr vorgehalten werden mussten. Um den Betrieb zu rationalisieren und um die Dampfloks zu ersetzen, wurden auf der Strecke Dampfspeicherwagen eingeführt.
Aufgenommen wurde der Verkehr mit 30 Personenwagen 3. Klasse und sechs Personenwagen 2. Klasse. Bis 1890 wurden sechs weitere Wagen der 2. Klasse beschafft. 1891 kamen noch einmal 20 Personenwagen 3. Klasse hinzu, 1900 weitere 27. 1913 gab es insgesamt 94 Personenwagen und 118 Gepäck- und Güterwagen. 1923–1929 wurden 42 neue Personenwagen, zehn Gepäckwagen mit Postabteil und sechs gedeckte Güterwagen beschafft. Diese Wagen dürften überwiegend auf den Strecken nach Meckenheim und nach Großkarlbach gelaufen sein.
Ein großer Fahrzeugbestand war am Ende vorhanden, auch wenn längst nicht alle Fahrzeuge benötigt wurden. Viele der offenen Güterwagen kamen nur in der Rübenkampagne zum Einsatz.